# Větrný mlýn Vrátno
Větrný mlýn Vrátno se nachází ve stejnojmenné obci v okrese Mladá Boleslav ve Středočeském kraji. Mlýn je zapsaný v Ústředním seznamu nemovitých kulturních památek České republiky. Větrný mlýn je v soukromém vlastnictví, slouží jako rekreační objekt.

## Historie
Větrný mlýn nechal postavit v roce 1870 na svém pozemku statkář Václav Mareček. Mlýn holandského typu postavil stavební mistr Medonos ze Mšena. O osm let později, v roce 1878, v sousedství mlýna vznikla další stavba. Jednalo se o budovu, uvnitř které byly stoupy na drcení odpadu. Stoupy byly poháněny pomocí převodové hřídele ze mlýna. Statkář Mareček nakupoval od řezníků v okolí zvířecí kosti, které ve stoupách nechal drtit a získanou kostní moučku pak používal k hnojení na svých polích. V prvních letech Václav Mareček provozoval mlýn sám s pomocí jedné místní ženy, později jej pronajímal různým nájemcům.
Provoz byl ukončen a větrný mlýn byl opuštěn v roce 1923. Objekt postupně zpustl, zařízení bylo zničeno nebo rozkradeno. V roce 1934 zde byly už jen holé zdi. V roce 1973 zbylé zdivo dosahovalo do výše prvního patra. Koncem 20. a na počátku 21. století byl mlýn rekonstruován a přebudován na rekreační objekt. Byl opatřen nepůvodní velmi vysokou střechou a doplněn zmenšenou napodobeninou větrného kola.
Částečně rekonstruovaný mlýn koupil v roce 2015 podnikatel Aleš Křemen, výrobce vrtulí z Odoleny Vody. Při další rekonstrukci technické památky využil své profesní znalosti a nechal vyrobit potřebné mechanické zařízení, aby historický objekt mohl být obnoven s větrnými lopatkami v původní podobě. Nový majitel musel odstranit nepůvodní střechu s malými vikýři, zvýšit zdivo o zhruba jeden metr a vybudovat střechu novou. Nově také vyrobil val a osadil na něj kovovou hlavu pro velké naklápěcí lamelové perutě, které sem byly umístěny v roce 2017.

## Popis
Větrný mlýn stojí o samotě v polích na mírném návrší asi 1,5 km severovýchodně od Vrátna nedaleko železniční tratě z Mladé Boleslavi do Mšena. K mlýnu vede místní komunikace od křižovatky silnice č. 259 mezi obcemi Vrátno a Kluky. Původně dvoupatrová stavba na kruhovém půdorysu je vybudována z lomového pískovce, přízemní soklová část sestává z pravidelně opracovaných pískovcových kvádrů. Uvnitř a kolem oken jsou místy cihlové vyzdívky. Na vnějším plášti stavby je sedm nepravidelně rozložených okenních os. Mlýn je doplněn odpovídající replikou větrného kola.

## Galerie

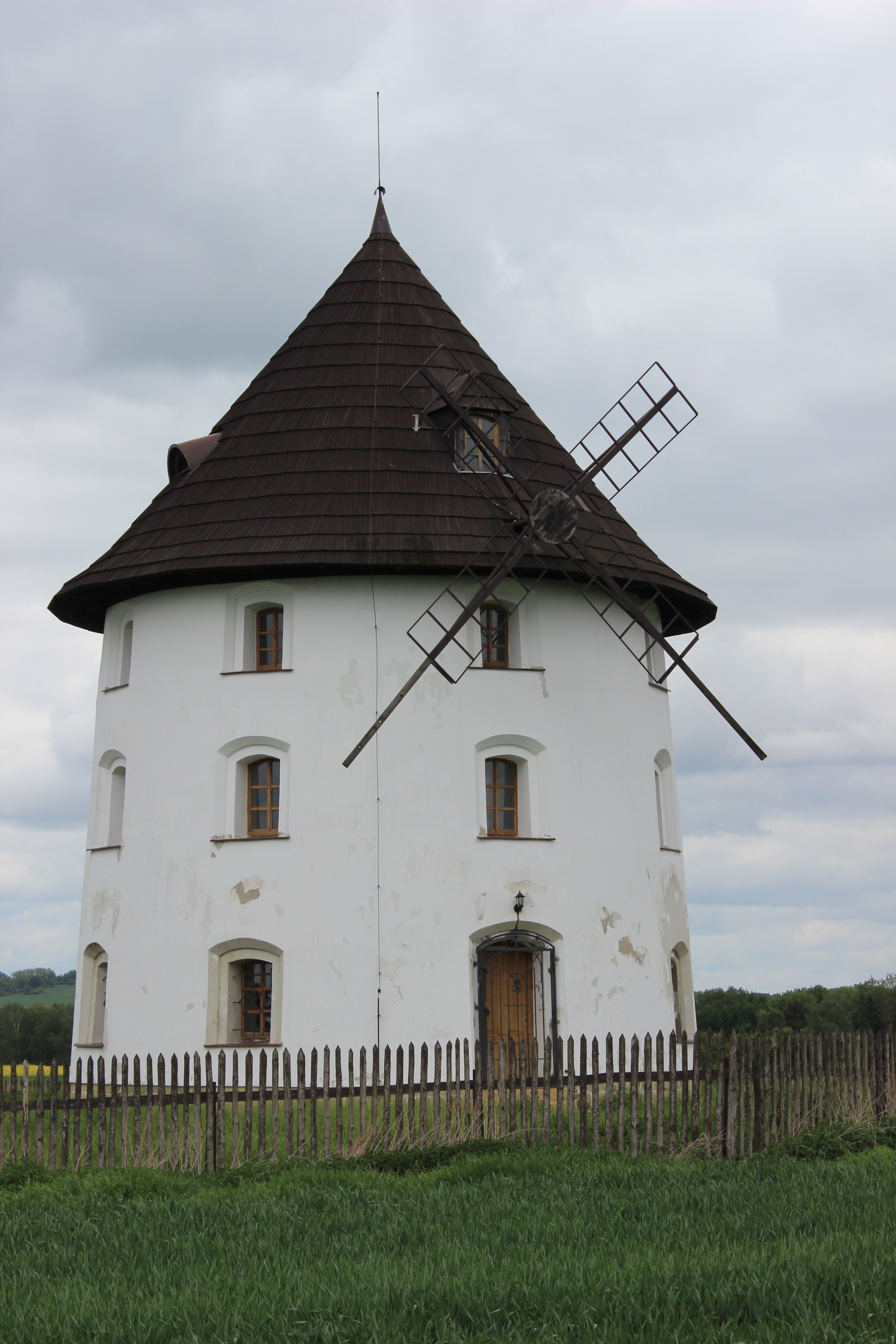
V roce 2012
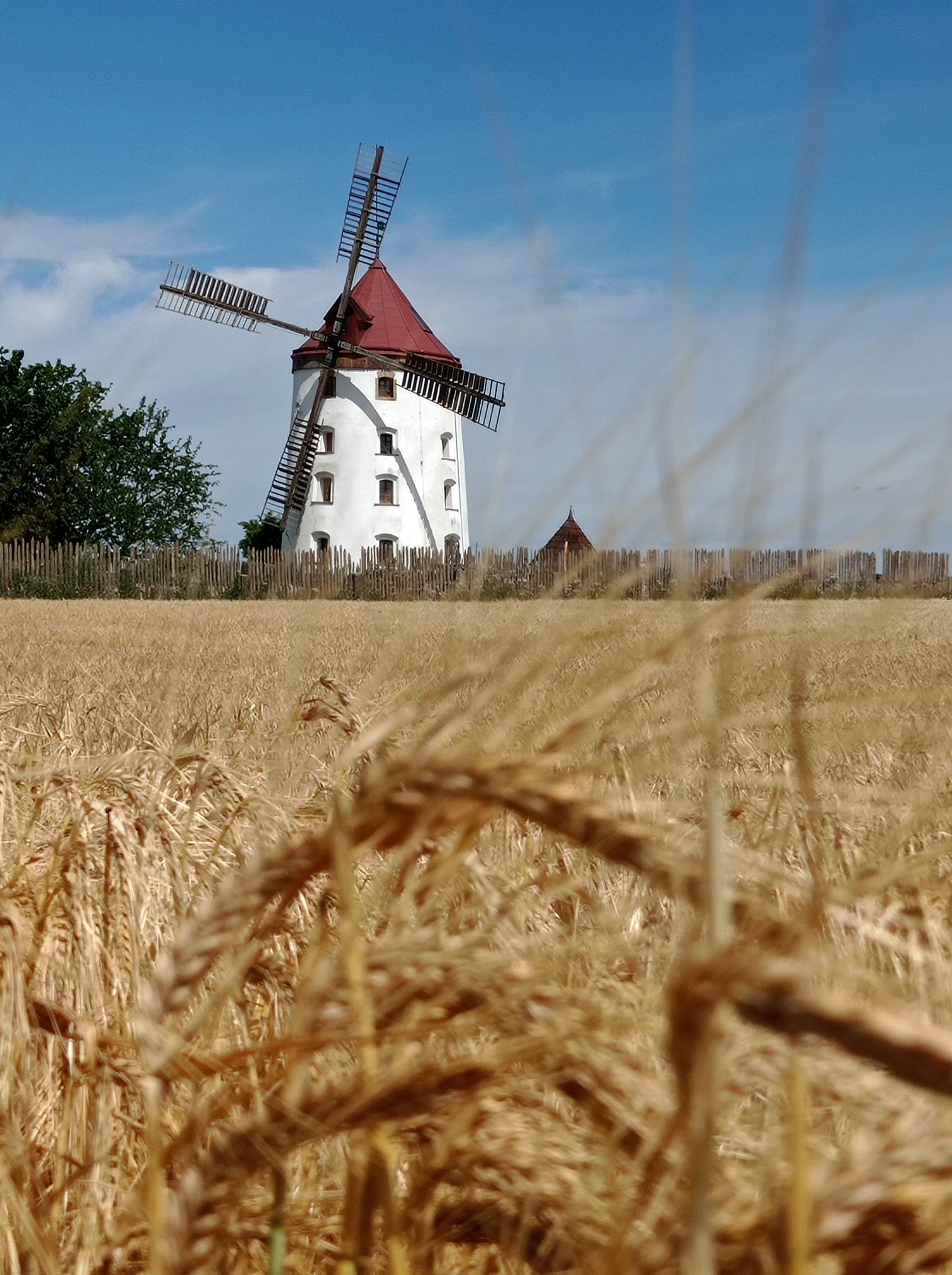
V roce 2022
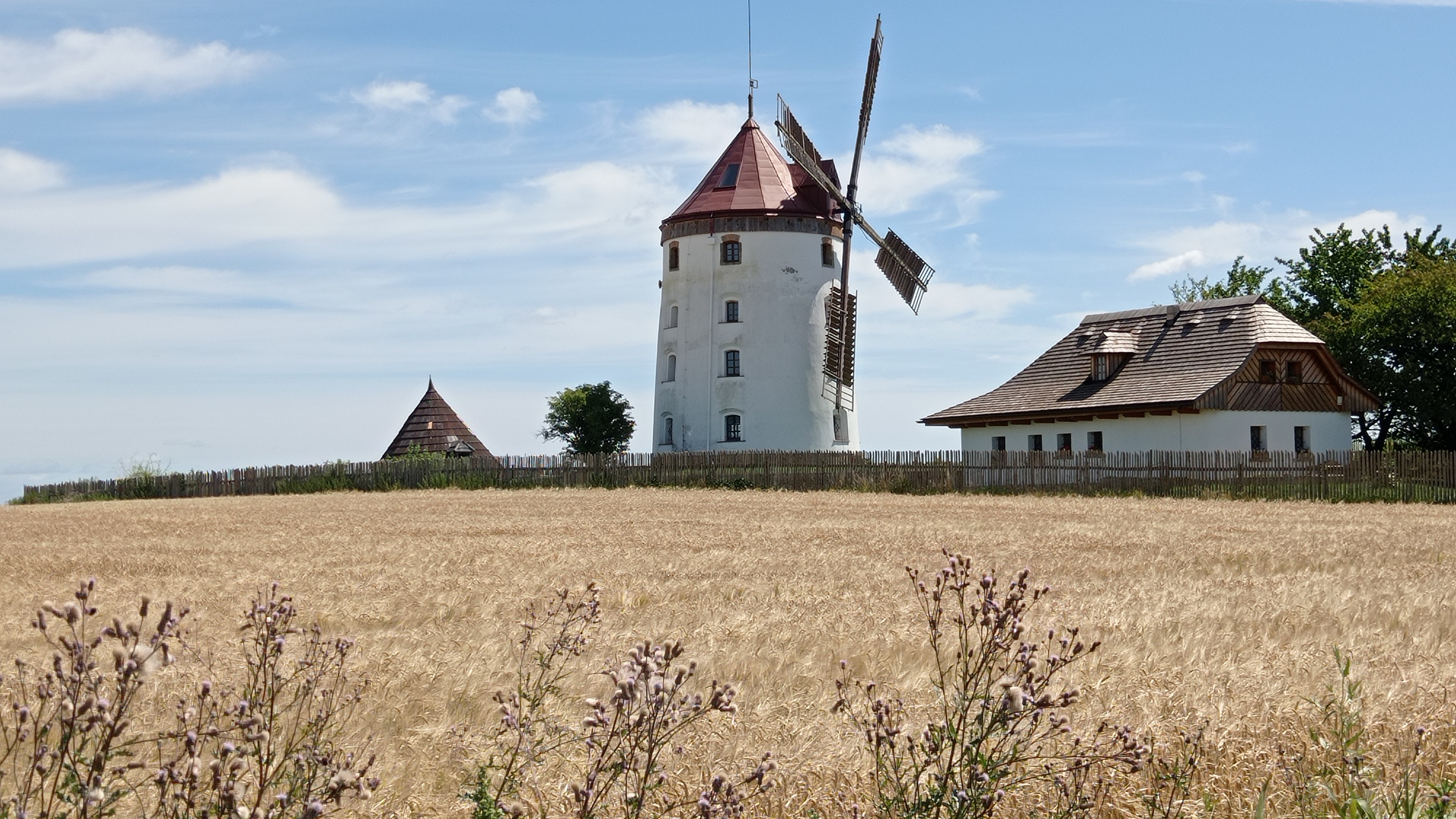
Celkový pohled na areál (2022)
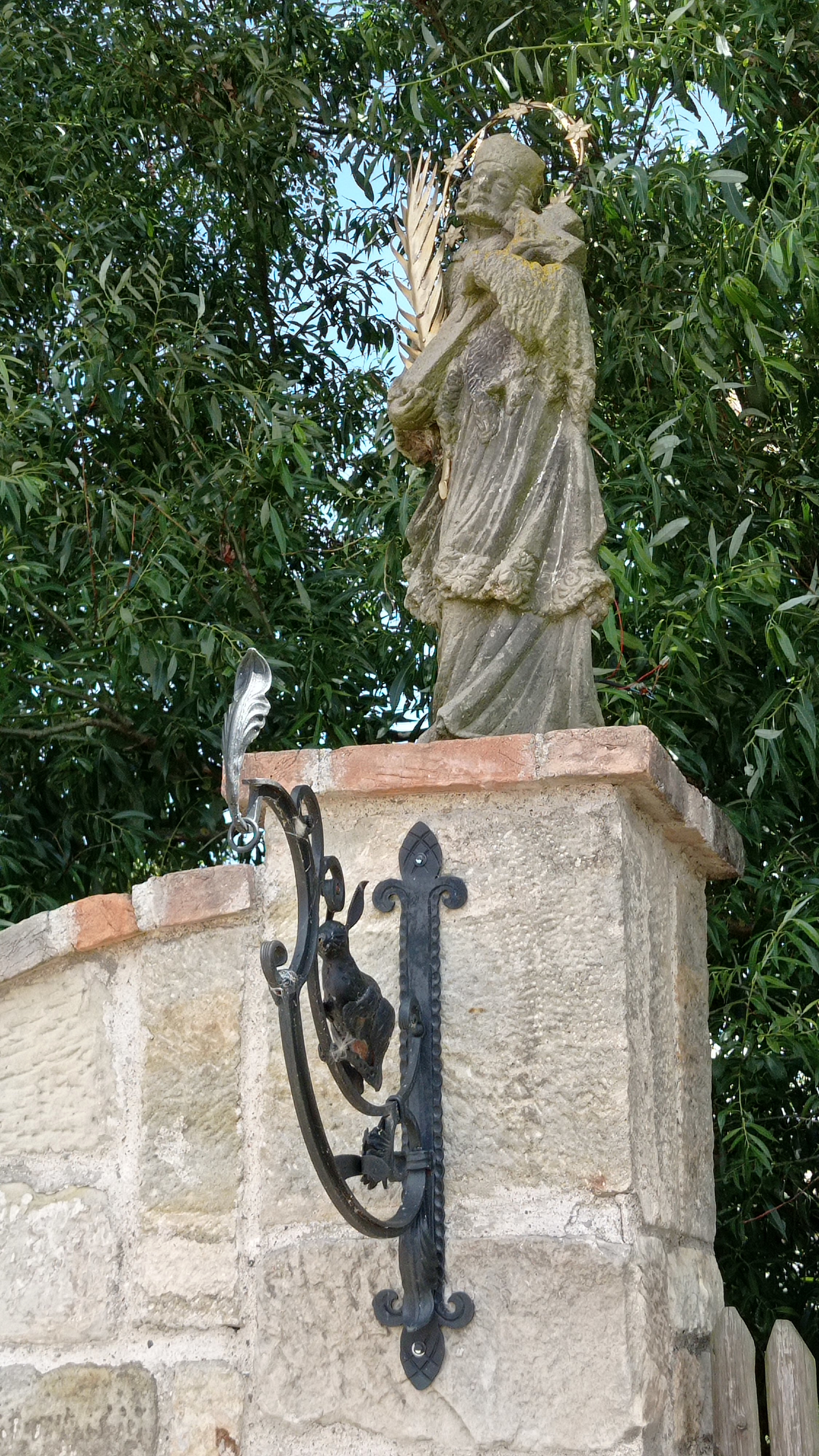
Socha Jana Nepomuckého u vrat areálu